# Cayo Violín
Cayo Violín är en ö i Mexiko. Den ligger i bukten Bahía de Chetumal och tillhör kommunen Othón P. Blanco i delstaten Quintana Roo, i den sydöstra delen av landet. Arean är 1,39 kvadratkilometer.